# 바이바르스

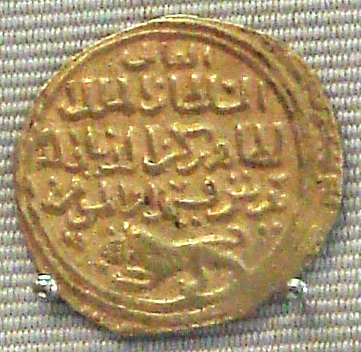
바이바르스 동전

바이바르스의 상징 (1260년)

알말리크 알자히르 루큰 알딘 바이바르스 알분두크다리(아랍어: الملك‭ ‬الظاهر‭ ‬ركن‭ ‬الدين‭ ‬بيبرس‭ ‬البندقداري al-Malik al-Zāhir Rukn al-Din Baibars al-Bunduqdari[*] 1223년 ~ 1277년 7월 1일)는 이집트와 시리아를 지배한 맘루크 왕조의 5대 술탄이다.
압바스 왕조의 칼리프을 맞이하여 맘루크 왕조의 구심력을 높이고, 또 십자군과 몽골군을 격퇴하여 맘루크 왕조 번영의 기초을 쌓은 업적으로 실질적인 창시자라고 평가받았다. 투르크계 킵차크족 출신으로 알려져 있다. 태어난 해에 대해선 1223년 이나 28년이라고 하는데, 정확하지는 않다. 키가 크고, 밝은 금발에 갈색의 피부와 눈동자가 파란색이었다. 다만 애꾸눈이라고 알려져 있다.(태어날 때부터 한쪽눈이 이상하게 작은 기형이면서 눈동자가 하얗게 되어서 시력이 거의 없었다고 한다). 신체적 특징을 잘 알고 있어서 상대의 마음을 읽는 능력에 뛰어났다고 알려져 있다.

## 생애

### 초기
1242년 바이바르스는 몽골군의 포로가 되어 노예상인의 손에 넘어갔다. 신체적 특징 때문에 아무도 사지 않았지만 마술에 뛰어났기에 아이유브 왕조의 귀족이 그를 사서 술탄 앗 살리흐 나짐 앗 딘 아이유브의 맘루크군에 편입되었다. 그 후 출세를 거듭해 술탄의 경호대장이 되었다.
맘루크 군인으로 최초의 활약은 1249년 프랑스의 루이 9세에 의한 제7차 십자군 때였다. 이집트는 술탄 사리프가 병으로 인해 군의 통제가 어려워지게 되자, 그때 맘루크 군단에서 부재한 군단장을 대신하여 지휘를 맡은 바이바르스가 분전하여 1250년 만스라 전투에서 루이 9세를 격파하고 그를 포로로 사로잡았다.
그때 이집트에서는 술탄 살리흐가 죽고, 이집트 지배자는 투란 샤, 샤자르 알 두르, 술탄 아이바크순으로 지배자가 바뀌어갔다. 맘루크에 대해 반항 등을 거쳐 술탄 아이바크에게 일인 주도권이 돌아간 1254년 아이바크는 바이바르스 소속이며 맘루크군의 군단장 아크다이를 살해했다.
바이바르스는 이집트를 탈출해 다마스쿠스의 나시르로 도망쳤다. 그 후 바이바르스는 나시르에서도 물러나 카라크성주 무기스 곁으로 갔으나, 바이바르스가 이집트군에게 격파당하자 그와의 관계도 나빠졌다.
1260년 몽골 제국의 훌라구의 군대가 시리아에 육박하자, 예전 아크다이를 살해한 쿠투즈는 바이바르스와 화해했다. 7월 3일 쿠투즈와 바이바르스 연합군은 아인잘루트 전투에서 몽골군을 격파하고, 사령관 키트부가를 죽여 승리를 장식했다. 바이바르스는 이집트로 개선하던 도중 쿠투즈를 살해했다. 예전 군단장 아크다이를 살해한 것을 용서하지 않았고, 또 쿠투즈가 바이바르스를 두려워한다는 것을 느꼈기 때문이었다. 바이바르스는 그대로 카이로에 들어가 맘루크 왕조 5대 술탄이 되었다.

### 즉위 이후
1261년 훌라구에게 살해된 압바스 왕조 최후의 칼리파 알무스타심의 숙부를 카이로에서 보호했다. 이 돌연한 행동은 카이로 주민에게 갑작스런 지배자가 되었던 바이바르스에게 정권의 정당성을 부여하고 그 구심력을 높이는 데 결정적인 사건이 되었다(쿠투즈를 살해하고 즉위한 것 때문에 상당히 평판이 좋지 못하였다). 다만 바이바르스는 실권을 돌려주고 칼리파에게 의존하지 않았기에 칼리파는 명목상의 존재였다. (여담이지만 바이바르스는 열렬한 이슬람교 수니파였다고 한다). 이후 바이바르스는 각지로 출병하였는데, 1277년 죽을 때까지 30회 이상의 출병을 벌였다고 한다.
1268년 훌라구의 죽음으로 혼란에 빠진 틈을 노려 북상하여 몽골에게 협력했던 십자군 국가의 여러도시를 공략하여 완전히 파괴했다. 5월 14일 안티오키아를 포위해 약 4일만에 함락시켜 안티오키아 공국을 멸망시켰다. 그 때 주민들 모두를 살해하고, 일부는 노예로 만들고 도시를 완전히 파괴했다. 이것은 기독교 국가들을 자극시켜, 에드워드 1세가 이끄는 십자군 파병을 불러일으켰다. 1271년 십자군이 침공해오자 그들과 싸우고 후에 에드워드 1세와 휴전을 맺었다. 일부 문헌에 따르면, 바이바르스는 에드워드 1세를 독살하려 했으나 실패하였다고 전해진다. 결국 에드워드는 아버지 헨리 3세의 죽음으로 인해 철수했다.
그의 치세 동안 안티오키아뿐만 아니라, 알레포, 하이파, 아르스프 등 십자군 여러 도시를 함락시켰다. 몽골에 대해선 적대하던 일 한국에 대항하기 위해 킵차크 한국과 동맹을 맺고, 비잔티움 제국, 시칠리아와도 통상관계를 열었다. 또 카이로에서 다마스쿠스에 이르는 역전제를 확립하였다. 이 역전은 카이로에서 다마스쿠스를 편도 4일 공정으로 통신할 수 있다고 알려져 있다.
1277년 아나톨리아의 몽골 & 조지아 연합군을 격파하고 다마스쿠스에 개선한 그 직후 복통을 호소하다 사망했다. 사망원인에 대해서는 독살설도 있으나, 과도한 음주가 원인이라는 이야기도 있어 확실하지 않다.
그의 사후, 술탄의 자리는 아들인 바라카, 사라미슈가 뒤를 이었고, 그들에겐 실력주의의 맘루크 왕조를 이끌 재능이 없었다. 그 때문에 차례로 폐위당해 세습되지 못하고, 맘루크 왕조는 칼라운이 뒤를 계승하였다.

## 평가
바이바르스는 국내를 정비하고 또 국외의 적을 무찔러 맘루크 왕조 200년의 기초를 쌓았다. 또 십자군과 불패의 몽골군을 상대로 승리를 얻어 군사, 정치 양쪽에서 눈부신 활약을 펼쳐 명군으로 칭송받던 아이유브 왕조의 살라딘과 비견된다고 평가받았다. 그의 묘는 다마스쿠스에 묻힌 살라딘 묘 근처에 자신이 세운 지금의 앗자히리야 도서관의 돔 건물 안에 묻혔다.
이집트, 시리아에서는 그는 영웅이었다. 그러나 안티오키아 등을 완전히 파괴하고 주민들에 대한 가혹한 처벌 때문에 적대하던 기독교 국가에서는 좋은 평가를 얻지 못했다. 다만 본인은 비잔티움과 교역을 여는 등 기독교 국가와도 적극적인 교류를 진행했다.

### 내정
바이바르스는 “하리드망”이라고 불리는 역전을 정비하였다. 이것으로 인해 영내의 정보를 신속하게 모으는 데 성공했다. 또 이것은 유민족에 대한 정책이기도 했다. 이합집산을 되풀이하는 유민족을 체제내로 통합시키기 위해 역전을 유지시키기 위해 역마을 공급시키게 했다. 또 아미르의 지위와 이구다를 수여하여 안정적인 관계를 유지했다. 또 그 시대 이집트 나일강의 범람이 문제 없이 일어난 일도 바이바르스에게 좋게 작용하였다.
국가로서 칼리프를 보호하고 정권을 강화했다. 살라딘 사후 아이유브 왕조 같은 경우처럼 카리스마로 이끈 왕조는 카리스마가 사라진 후 급속히 쇠퇴하는 경우가 많았기 때문에 이것을 일으킨 것도 평가받았다. 사후에 아들이 폐위당하는 등 정치적 혼란이 약간 있었지만, 그 후 바로 체제가 정립된 것도 그가 만든 견고한 국가기반의 선물이라고 할 수 있다.

### 외정
바이바르스는 술탄에 있으면서 30회 이상의 출병을 감행해 당시 이슬람 세계의 적이었던 몽골과 십자군에 대해 전투를 벌여 승리를 거둬 맘루크 왕조의 기반을 쌓았다. 특히 무적이던 몽골에 대한 승리는 커서, 이것으로 인해 몽골의 진군은 시리아에서 멈추게 되었다. 십자군에 대한 승리도 마찬가지로 커서 이슬람 세계에 대한 교두보가 되었던 십자군 여러 도시를 함락시켜 기독교 세계의 예루살렘 정책에 커다란 영향을 끼쳐, 9대 술탄인 할리의 시대까지 존재하던 아콘을 함락함으로 교두보를 완전히 빼앗았다.
정치적으로 기독교권에 있던 비잔티움 제국과 시칠리아와의 교역로를 여는 등, 킵차크 한국과의 동맹에 의한 일 한국 협공 등 정치적인 감각도 뛰어났다.

## 같이 보기
- 살라딘
- 맘루크

## 참고 문헌
- 佐藤次高『世界の歴史8　イスラーム世界の興隆』中央公論社 (1997년,　ISBN 4-12-403408-3)